# Lista planetelor minore/161801–161900
Aceasta este Lista planetelor minore/161801–161900; pentru a naviga prin lista completă vezi Lista planetelor minore.
Pentru ale detalii vezi și Proiect:Astronomie sau Portal:Astronomie.
| Nume     | Denumire provizorie | Data descoperirii | Locul descoperirii  | Descoperitor(i)                         |
| -------- | ------------------- | ----------------- | ------------------- | --------------------------------------- |
| 161801 - | 2006 VS64           | 11 noiembrie 2006 | Kitt Peak           | Spacewatch                              |
| 161802 - | 2006 VN75           | 11 noiembrie 2006 | Kitt Peak           | Spacewatch                              |
| 161803 - | 2006 VL85           | 13 noiembrie 2006 | Kitt Peak           | Spacewatch                              |
| 161804 - | 2006 VO87           | 14 noiembrie 2006 | Catalina            | CSS                                     |
| 161805 - | 2006 VQ89           | 14 noiembrie 2006 | Kitt Peak           | Spacewatch                              |
| 161806 - | 2006 VZ92           | 15 noiembrie 2006 | Mount Lemmon        | Mount Lemmon Survey⁠(d)                  |
| 161807 - | 2006 VS96           | 10 noiembrie 2006 | Kitt Peak           | Spacewatch                              |
| 161808 - | 2006 VT119          | 14 noiembrie 2006 | Kitt Peak           | Spacewatch                              |
| 161809 - | 2006 VM144          | 15 noiembrie 2006 | Mount Lemmon        | Mount Lemmon Survey⁠(d)                  |
| 161810 - | 2006 VO147          | 15 noiembrie 2006 | Catalina            | CSS                                     |
| 161811 - | 2006 VL168          | 14 noiembrie 2006 | Mount Lemmon        | Mount Lemmon Survey⁠(d)                  |
| 161812 - | 2006 WV24           | 17 noiembrie 2006 | Mount Lemmon        | Mount Lemmon Survey                     |
| 161813 - | 2006 WW26           | 18 noiembrie 2006 | Socorro             | LINEAR                                  |
| 161814 - | 2006 WS27           | 22 noiembrie 2006 | 7300 Observatory⁠(d) | W. K. Y. Yeung                          |
| 161815 - | 2006 WK30           | 24 noiembrie 2006 | Trois-Rivières      | Trois-Rivières (probably É. J. Allen⁠(d) |
| 161816 - | 2006 WB45           | 16 noiembrie 2006 | Socorro             | LINEAR                                  |
| 161817 - | 2006 WL66           | 17 noiembrie 2006 | Mount Lemmon        | Mount Lemmon Survey⁠(d)                  |
| 161818 - | 2006 WB86           | 18 noiembrie 2006 | Socorro             | LINEAR                                  |
| 161819 - | 2006 WS86           | 18 noiembrie 2006 | Socorro             | LINEAR                                  |
| 161820 - | 2006 WG89           | 18 noiembrie 2006 | Socorro             | LINEAR                                  |
| 161821 - | 2006 WP101          | 19 noiembrie 2006 | Catalina            | CSS                                     |
| 161822 - | 2006 WO103          | 19 noiembrie 2006 | Kitt Peak           | Spacewatch                              |
| 161823 - | 2006 WG104          | 19 noiembrie 2006 | Kitt Peak           | Spacewatch                              |
| 161824 - | 2006 WN131          | 17 noiembrie 2006 | Kitt Peak           | Spacewatch                              |
| 161825 - | 2006 WE135          | 18 noiembrie 2006 | Socorro             | LINEAR                                  |
| 161826 - | 2006 WX148          | 20 noiembrie 2006 | Kitt Peak           | Spacewatch                              |
| 161827 - | 2006 WX151          | 21 noiembrie 2006 | Socorro             | LINEAR                                  |
| 161828 - | 2006 WF178          | 23 noiembrie 2006 | Mount Lemmon        | Mount Lemmon Survey⁠(d)                  |
| 161829 - | 2006 XQ8            | 9 decembrie 2006  | Palomar             | NEAT                                    |
| 161830 - | 2006 XZ25           | 12 decembrie 2006 | Catalina            | CSS                                     |
| 161831 - | 2006 XZ32           | 10 decembrie 2006 | Kitt Peak           | Spacewatch                              |
| 161832 - | 2006 XV36           | 11 decembrie 2006 | Kitt Peak           | Spacewatch                              |
| 161833 - | 2006 XC49           | 13 decembrie 2006 | Mount Lemmon        | Mount Lemmon Survey⁠(d)                  |
| 161834 - | 2006 XU50           | 13 decembrie 2006 | Mount Lemmon        | Mount Lemmon Survey                     |
| 161835 - | 2006 XY50           | 13 decembrie 2006 | Mount Lemmon        | Mount Lemmon Survey                     |
| 161836 - | 2006 XX57           | 14 decembrie 2006 | Socorro             | LINEAR                                  |
| 161837 - | 2006 XZ63           | 11 decembrie 2006 | Catalina            | CSS                                     |
| 161838 - | 2006 XO66           | 13 decembrie 2006 | Mount Lemmon        | Mount Lemmon Survey⁠(d)                  |
| 161839 - | 2006 YB7            | 20 decembrie 2006 | Palomar             | NEAT                                    |
| 161840 - | 2006 YC16           | 21 decembrie 2006 | Kitt Peak           | Spacewatch                              |
| 161841 - | 2006 YN18           | 23 decembrie 2006 | Mount Lemmon        | Mount Lemmon Survey⁠(d)                  |
| 161842 - | 2007 AV7            | 9 ianuarie 2007   | Kitt Peak           | Spacewatch                              |
| 161843 - | 2007 AZ7            | 9 ianuarie 2007   | Palomar             | NEAT                                    |
| 161844 - | 2007 AZ9            | 8 ianuarie 2007   | Mount Lemmon        | Mount Lemmon Survey⁠(d)                  |
| 161845 - | 2007 AK18           | 9 ianuarie 2007   | Catalina            | CSS                                     |
| 161846 - | 2007 AG21           | 10 ianuarie 2007  | Mount Lemmon        | Mount Lemmon Survey⁠(d)                  |
| 161847 - | 2007 AP24           | 15 ianuarie 2007  | Catalina            | CSS                                     |
| 161848 - | 2007 AZ25           | 15 ianuarie 2007  | Anderson Mesa       | LONEOS                                  |
| 161849 - | 2007 AL27           | 15 ianuarie 2007  | Catalina            | CSS                                     |
| 161850 - | 2007 BY7            | 24 ianuarie 2007  | RAS⁠(d)              | A. Lowe⁠(d)                              |
| 161851 - | 2007 BQ8            | 16 ianuarie 2007  | Catalina            | CSS                                     |
| 161852 - | 2007 BP18           | 17 ianuarie 2007  | Mount Lemmon        | Mount Lemmon Survey⁠(d)                  |
| 161853 - | 2007 BR19           | 23 ianuarie 2007  | Anderson Mesa       | LONEOS                                  |
| 161854 - | 2007 BQ29           | 24 ianuarie 2007  | Socorro             | LINEAR                                  |
| 161855 - | 2007 BH30           | 24 ianuarie 2007  | Catalina            | CSS                                     |
| 161856 - | 2007 BL40           | 24 ianuarie 2007  | Mount Lemmon        | Mount Lemmon Survey⁠(d)                  |
| 161857 - | 2007 BU40           | 24 ianuarie 2007  | Mount Lemmon        | Mount Lemmon Survey                     |
| 161858 - | 2007 BD42           | 24 ianuarie 2007  | Catalina            | CSS                                     |
| 161859 - | 2007 BN42           | 24 ianuarie 2007  | Catalina            | CSS                                     |
| 161860 - | 2007 BP43           | 24 ianuarie 2007  | Catalina            | CSS                                     |
| 161861 - | 2007 BX44           | 25 ianuarie 2007  | Catalina            | CSS                                     |
| 161862 - | 2007 BJ49           | 17 ianuarie 2007  | Kitt Peak           | Spacewatch                              |
| 161863 - | 2007 BP50           | 23 ianuarie 2007  | Socorro             | LINEAR                                  |
| 161864 - | 2007 BE53           | 24 ianuarie 2007  | Kitt Peak           | Spacewatch                              |
| 161865 - | 2007 BX59           | 26 ianuarie 2007  | Anderson Mesa       | LONEOS                                  |
| 161866 - | 2007 BF70           | 27 ianuarie 2007  | Mount Lemmon        | Mount Lemmon Survey⁠(d)                  |
| 161867 - | 2007 CD             | 5 februarie 2007  | RAS⁠(d)              | A. Lowe⁠(d)                              |
| 161868 - | 2007 CQ             | 5 februarie 2007  | Palomar             | NEAT                                    |
| 161869 - | 2007 CW5            | 8 februarie 2007  | RAS⁠(d)              | A. Lowe⁠(d)                              |
| 161870 - | 2007 CC7            | 6 februarie 2007  | Kitt Peak           | Spacewatch                              |
| 161871 - | 2007 CE12           | 6 februarie 2007  | Kitt Peak           | Spacewatch                              |
| 161872 - | 2007 CM13           | 7 februarie 2007  | Mount Lemmon        | Mount Lemmon Survey⁠(d)                  |
| 161873 - | 2007 CG15           | 7 februarie 2007  | Catalina            | CSS                                     |
| 161874 - | 2007 CS22           | 6 februarie 2007  | Palomar             | NEAT                                    |
| 161875 - | 2007 CK25           | 8 februarie 2007  | Kitt Peak           | Spacewatch                              |
| 161876 - | 2007 CW28           | 6 februarie 2007  | Palomar             | NEAT                                    |
| 161877 - | 2007 CR34           | 6 februarie 2007  | Palomar             | NEAT                                    |
| 161878 - | 2007 CL36           | 6 februarie 2007  | Mount Lemmon        | Mount Lemmon Survey⁠(d)                  |
| 161879 - | 2007 CT40           | 7 februarie 2007  | Kitt Peak           | Spacewatch                              |
| 161880 - | 2007 CP44           | 8 februarie 2007  | Palomar             | NEAT                                    |
| 161881 - | 2007 CS45           | 8 februarie 2007  | Palomar             | NEAT                                    |
| 161882 - | 2007 CM46           | 8 februarie 2007  | Mount Lemmon        | Mount Lemmon Survey⁠(d)                  |
| 161883 - | 2007 CU46           | 8 februarie 2007  | Palomar             | NEAT                                    |
| 161884 - | 2007 CD54           | 10 februarie 2007 | Catalina            | CSS                                     |
| 161885 - | 2007 CF56           | 15 februarie 2007 | Catalina            | CSS                                     |
| 161886 - | 2007 CO58           | 10 februarie 2007 | Palomar             | NEAT                                    |
| 161887 - | 2007 CG59           | 10 februarie 2007 | Catalina            | CSS                                     |
| 161888 - | 2007 CP62           | 13 februarie 2007 | Socorro             | LINEAR                                  |
| 161889 - | 2007 DP3            | 16 februarie 2007 | Mount Lemmon        | Mount Lemmon Survey⁠(d)                  |
| 161890 - | 2007 DT3            | 16 februarie 2007 | Mount Lemmon        | Mount Lemmon Survey                     |
| 161891 - | 2007 DW10           | 17 februarie 2007 | Kitt Peak           | Spacewatch                              |
| 161892 - | 2007 DK19           | 17 februarie 2007 | Kitt Peak           | Spacewatch                              |
| 161893 - | 2007 DJ23           | 17 februarie 2007 | Kitt Peak           | Spacewatch                              |
| 161894 - | 2007 DZ29           | 17 februarie 2007 | Kitt Peak           | Spacewatch                              |
| 161895 - | 2007 DV30           | 17 februarie 2007 | Kitt Peak           | Spacewatch                              |
| 161896 - | 2007 DE34           | 17 februarie 2007 | Kitt Peak           | Spacewatch                              |
| 161897 - | 2007 DQ41           | 21 februarie 2007 | Mount Lemmon        | Mount Lemmon Survey⁠(d)                  |
| 161898 - | 2007 DS44           | 17 februarie 2007 | Palomar             | NEAT                                    |
| 161899 - | 2007 DZ44           | 19 februarie 2007 | Mount Lemmon        | Mount Lemmon Survey⁠(d)                  |
| 161900 - | 2007 DF47           | 21 februarie 2007 | Mount Lemmon        | Mount Lemmon Survey                     |